# Degerfors IF
Degerfors IF ist ein schwedischer Fußballverein aus Degerfors in Värmland. Die Vereinskultur und der sportliche Erfolg waren lange mit dem ortsansässigen Stahlwerk verbunden. Der Verein trägt das Emblem der Stahlindustrie und der Metallarbeitergewerkschaft in seinem Wappen. In den ersten Jahrzehnten des Bestehens waren die meisten Fußballer des Vereins im Stahlwerk beschäftigt. Die Männermannschaft des Klubs spielte nach dem Wiederaufstieg seit 2025 wieder in der Allsvenskan. Größter Erfolg ist der Gewinn des schwedischen Pokals 1993, zweimal wurde die Mannschaft in der Allsvenskan Vizemeister.

## Geschichte

### Anfangsjahre
Degerfors IF wurde am 13. Januar 1907 gegründet. 1932 profitierte die Fußballmannschaft als Tabellenvierter der dritten Liga von einer Aufstockung der zweiten Liga von zwei auf vier Staffeln und stieg in die Zweitklassigkeit auf. Zwar wurde der Klassenerhalt verpasst, es gelang jedoch der sofortige Wiederaufstieg. In der Folge etablierte sich die Mannschaft in der Liga. Nachdem sie 1937 als Staffelsieger in den Aufstiegsspielen an Helsingborgs IF gescheitert war, gelang im folgenden Jahr durch zwei Siege gegen Malmö BI der Aufstieg in die Allsvenskan.

### Erste Jahre in der Allsvenskan
Als Tabellenvorletzter verpasste Degerfors IF aufgrund des schlechteren Torverhältnisses gegenüber Örgryte IS den Klassenerhalt. Mit 16 Siegen in 18 Saisonspielen erreichte der Klub in der folgenden Zweitligaspielzeit die Aufstiegsspiele, wo er sich gegen IS Halmia durchsetzen konnte. Die Erfolgsserie wurde in der Allsvenskan fortgesetzt und mit zwei Punkten Rückstand auf Helsingborgs IF gelang die Vizemeisterschaft. In den anschließenden Spielzeiten hielt sich die Mannschaft im mittleren Bereich der Tabelle. In den 1950er Jahren mischte sie mehrmals im Meisterschaftsrennen mit, 1954 fehlten hinter GAIS abermals zwei Punkte zum Titel.
1956 verpasste Degerfors IF den Klassenerhalt. Zwar spielte die Mannschaft in der Division 2 Svealand vorne mit, aber erst 1959 gelang als Staffelsieger und durch anschließende Erfolge gegen Landskrona BoIS in den Aufstiegsspielen die Rückkehr in die Eliteserie. Hier kämpfte sie anfangs gegen den erneuten Abstieg, ehe in der Spielzeit 1963 hinter IFK Norrköping die Vizemeisterschaft gelang. Die Leistung konnte nicht bestätigt werden und drei Jahre später musste der Verein erneut abstiegen.

### Fahrstuhlmannschaft zwischen zweiter und dritter Liga
Nach mehreren Jahren in der Zweitklassigkeit verpasste Degerfors IF 1971 auch dort den Klassenerhalt. Nach dem direkten Wiederaufstieg konnte 1974 der Abstieg abermals nicht vermieden werden. In den folgenden Jahren scheiterte die Mannschaft mehrfach erst in der Aufstiegsrunde, ehe 1978 die Rückkehr in die zweite Liga gelang. Der Ruf als Fahrstuhlmannschaft wurde gefestigt, als 1981 erneut der Abstieg zu Buche stand, dem 1983 der Wiederaufstieg folgte. Dieses Mal hielt sich die Mannschaft vier Jahre in der zweiten Liga und stieg 1987 als abgeschlagenes Schlusslicht erneut ab.

### Rückkehr ins Oberhaus
1990 kehrte Degerfors IF als Staffelsieger der Division 2 Västra in die zweite Liga zurück. 1992 gelang die Qualifikation zu den Aufstiegsspielen zur Allsvenskan, nach einer 1:3-Auswärtsniederlage gelang durch einen 2:0-Heimerfolg gegen Djurgårdens IF aufgrund der Auswärtstorregel die Rückkehr in die Erstklassigkeit.
In der Spielzeit 1993 fand sich Degerfors IF im Abstiegskampf wieder. Als Drittletzter musste die Mannschaft in der Relegation antreten, konnte sich jedoch durch zwei 2:1-Erfolge gegen IFK Hässleholm durchsetzen. Die Saison wurde zudem durch den ersten Titelgewinn in der Vereinsgeschichte gekrönt. Im Pokalfinale in Göteborg wurde Landskrona BoIS deutlich mit 3:0 besiegt. Im Europapokal der Pokalsieger 1993/94 überstand die Mannschaft nach zwei Siegen gegen die Sliema Wanderers die Qualifikationsrunde, scheiterte jedoch anschließend in der ersten Hauptrunde am späteren Finalisten AC Parma.
In den folgenden Jahren platzierte sich Degerfors IF im Mittelfeld der Tabelle. Nach fünf Jahren Erstligafußball musste der Klub in der Spielzeit 1997 als Tabellenvorletzter den erneuten Abstieg hinnehmen und wurde zwei Jahre später als Tabellenneunter in der Division 1 Norra Opfer einer Ligareform. Durch die Zusammenführung zu einer eingleisigen zweiten Liga musste die Mannschaft in die Drittklassigkeit absteigen.

### Wieder unterklassig
In der dritten Liga spielte Degerfors IF im vorderen Bereich mit und verpasste 2003 als Vizemeister der Division 2 Västra Svealand den Wiederaufstieg. Ein Jahr später gelang der Staffelsieg und in den Aufstiegsspielen setzte sich die Mannschaft gegen Umeå FC durch. In der Superettan schaffte die Mannschaft zunächst den Klassenerhalt, in der Spielzeit 2008 gelangen jedoch nur fünf Saisonsiege. Als Tabellenletzter musste Degerfors IF in der Folge abermals in die Drittklassigkeit absteigen, stieg als Tabellenerster 2009 aber umgehend wieder in die Superettan auf. Nach elf Jahren mit zumeist einstelligen Tabellenplätzen gelang 2020 mit dem zweiten Rang die Rückkehr in die Allsvenskan.

## Spielstätte

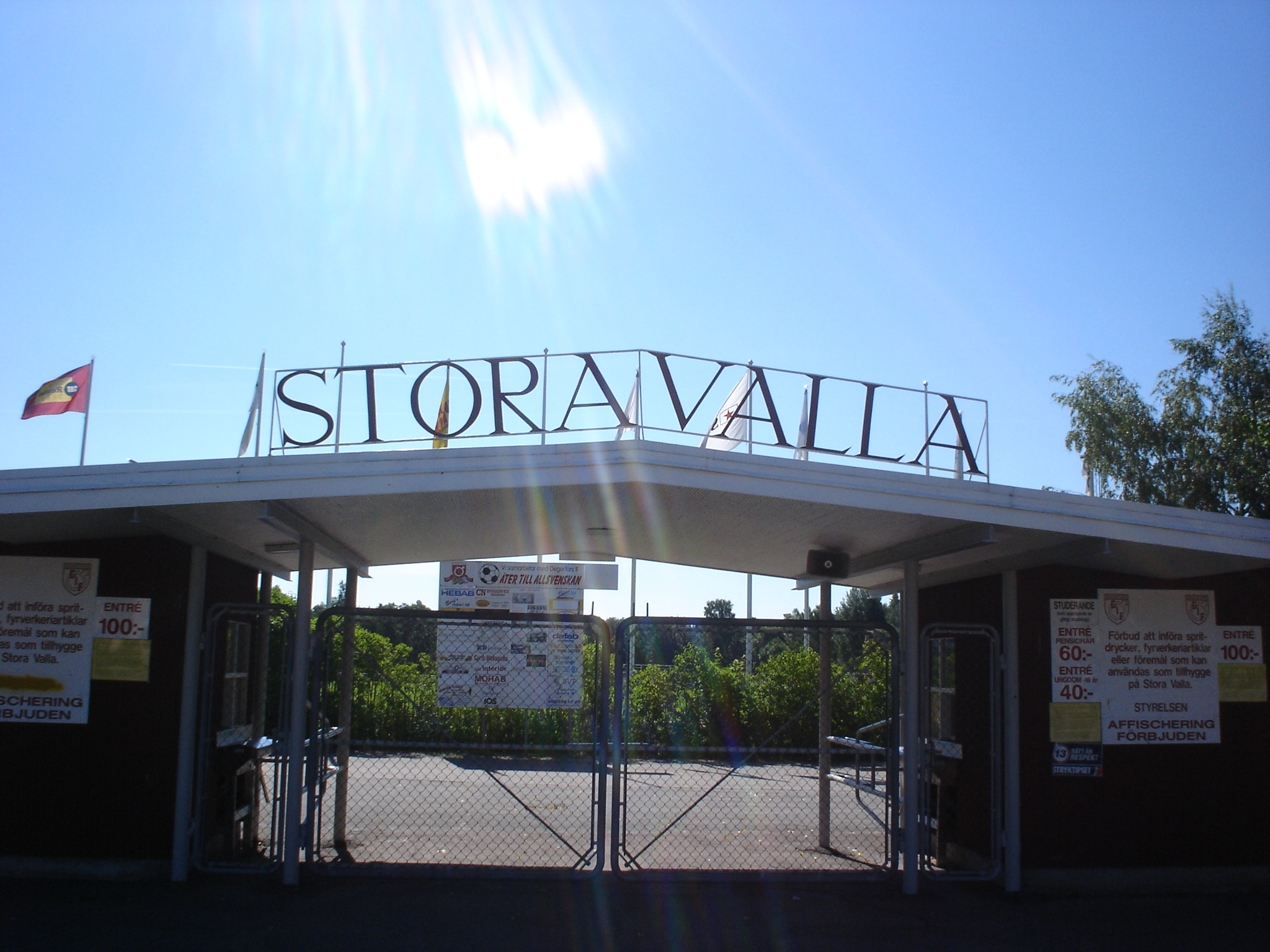
Eingangstor zum Stadion

Der Verein weihte 1938, als er in die Allsvenskan aufstieg, das neue Stadion Stora Valla ein, das heute 12.500 Zuschauern unter anderem auf 800 Sitzplätzen Platz bietet. Aufgrund von Sicherheitsauflagen des schwedischen Fußballverbandes ist die Kapazität aktuell auf 7.500 Plätze begrenzt (Stand 2020). 1963 wurde mit 21.065 zahlenden Anhängern bei einem Spiel gegen IFK Norrköping der Zuschauerrekord aufgestellt.

## Trainer (Auswahl)
- István Wampetits (1937–1944)
- Imre Markos (1951–1953)
- Karl Neschy (1954–1957)
- Olle Åhlund (1957–1959)
- Gunnar Nordahl (1961–1964)
- Sven-Göran Eriksson (1976) Co-Trainer, (1977–1978) Trainer,
- Erik Hamrén (1994)
- Sören Cratz (1995–1996)
- Bo Nilsson (1997)
- Kenneth Norling (1999–2001)
- Dave Mosson (2002–2004)
- Tony Gustavsson (2005–2006)
- Mark Selmer (2007)
- Milenko Vukčević (2007)
- Jan Stahre (2008)
- Patrik Werner (2009–2016)
- Stefan Jacobsson (2016–2019)
- Andreas Holmberg / Tobias Solberg (2020–2023)
- William Lundin (2024–2025)
- Tobias Solberg (2025, interim)
- Henok Goitom (2025–)

## Spieler
- Olle Åhlund (1939–1953)
- Gunnar Nordahl (1940–1944)
- Bertil Nordahl (1940–1950, 1952–1954)
- Tord Grip (1956–1966)
- Lars Heineman (1961–1964)
- Ulf Ottosson (1987–1995, 1997–1999, 2000–2004)
- Henrik Berger (1987–2006)
- Daniel Tjernström (1993–1995)
- Andreas Andersson (1994–1995)
- Olof Mellberg (1996–1997)
- Ola Toivonen (2005)
- Johan Bertilsson (2007–2010, 2013, 2020–2022)